# لایوش سوچ (بازیکن فوتبال، زاده ۱۹۴۳)
لایوش سوچ (مجاری: Szűcs Lajos؛ زادهٔ ۱۰ دسامبر ۱۹۴۳) بازیکن فوتبال اهل مجارستان بود.
از باشگاه‌هایی که در آن بازی کرده‌است می‌توان به باشگاه ورزشی واشاش، باشگاه فوتبال فرنتس‌واروش، باشگاه فوتبال بوداپست هونود، و باشگاه فوتبال اوی‌پشت اشاره کرد.
وی به‌همراه تیم ملی فوتبال مجارستان در بازی‌های المپیک تابستانی ۱۹۷۲ شرکت کرده‌است.